# 린다 게리

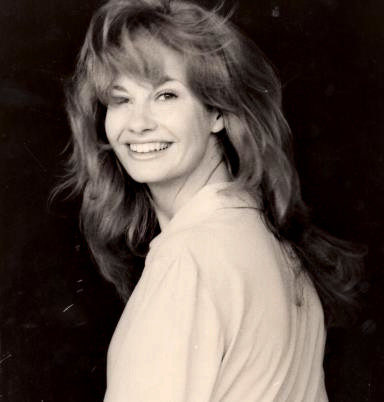

린다 게리(Linda Gary, 1944년 11월 4일 ~ 1995년 10월 5일)는 미국의 배우, 성우, 텔레비전 배우, 영화배우이다.
캘리포니아주에서 태어났으며 노스할리우드에서 사망하였다. 포리스트 론 메모리얼 파크에 매장되었다.

## 영화
- 공룡시대 4 (1996년)
- 공룡시대 3 (1995년)
- 스파이더맨 - TV 만화 시리즈 (1995년)
- 공룡시대 2 (1994년)
- 고양이 특공대 (1993년)
- 해필리 에버 에프터 (1990년)
- 트랜스포머 - 시리즈 (1984년)
- 스파이더맨 - TV 만화 시리즈 (1981년)
- 개구쟁이 스머프 (1981년)
- 광란자 (1980년)
- 암흑가의 전쟁 (1977년)
- 여자 프랑켄슈타인 (1971년)